# Пейнтбол
Пейнтбо́л (англ. Paintball — шар с краской) — командная игра с применением маркеров (пневматических ружей), стреляющих шариками с краской (желатиновая оболочка с пищевой краской), разбивающимися при ударе о препятствие и окрашивающими его.
Существуют две основные разновидности пейнтбола: спортивный и тактический. Пейнтбол — один из технических видов спорта, заведуемых ДОСААФ.

## Снаряжение

### Обязательное
- Пейнтбольная маска. Игрок, находящийся на пейнтбольной площадке, обязан носить маску, специально изготовленную именно для пейнтбола.Маска

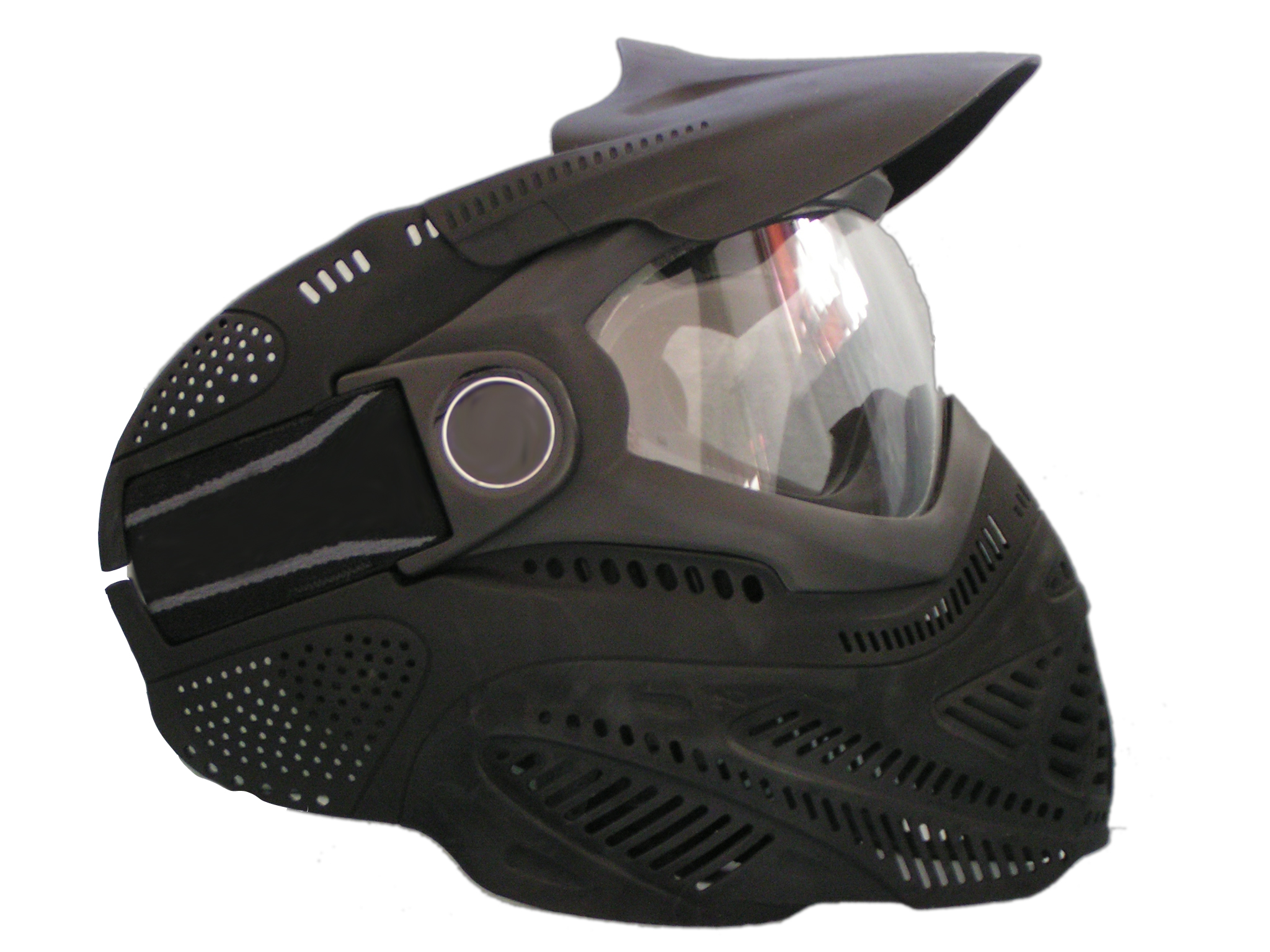
Маска

- Маркер (оружие). Маркер состоит из собственно, самого маркера, баллона с газом (сжатый воздух, углекислота) и ёмкости для шаров («фидер» от англ. feeder — «подающий механизм», «лоадер» от англ. loader — «заряжающий» или «хоппер» от англ. hopper — «магазин»). Максимально допустимая скорость вылета шара — не более 91 м/с (327,6 км/ч) или, примерно, 300 футов в секунду согласно правилам[1] — соизмерима со скоростью полёта пули на излёте, попадание шара в глаз может оказаться губительным для глаза, вплоть до его потери.Маркер

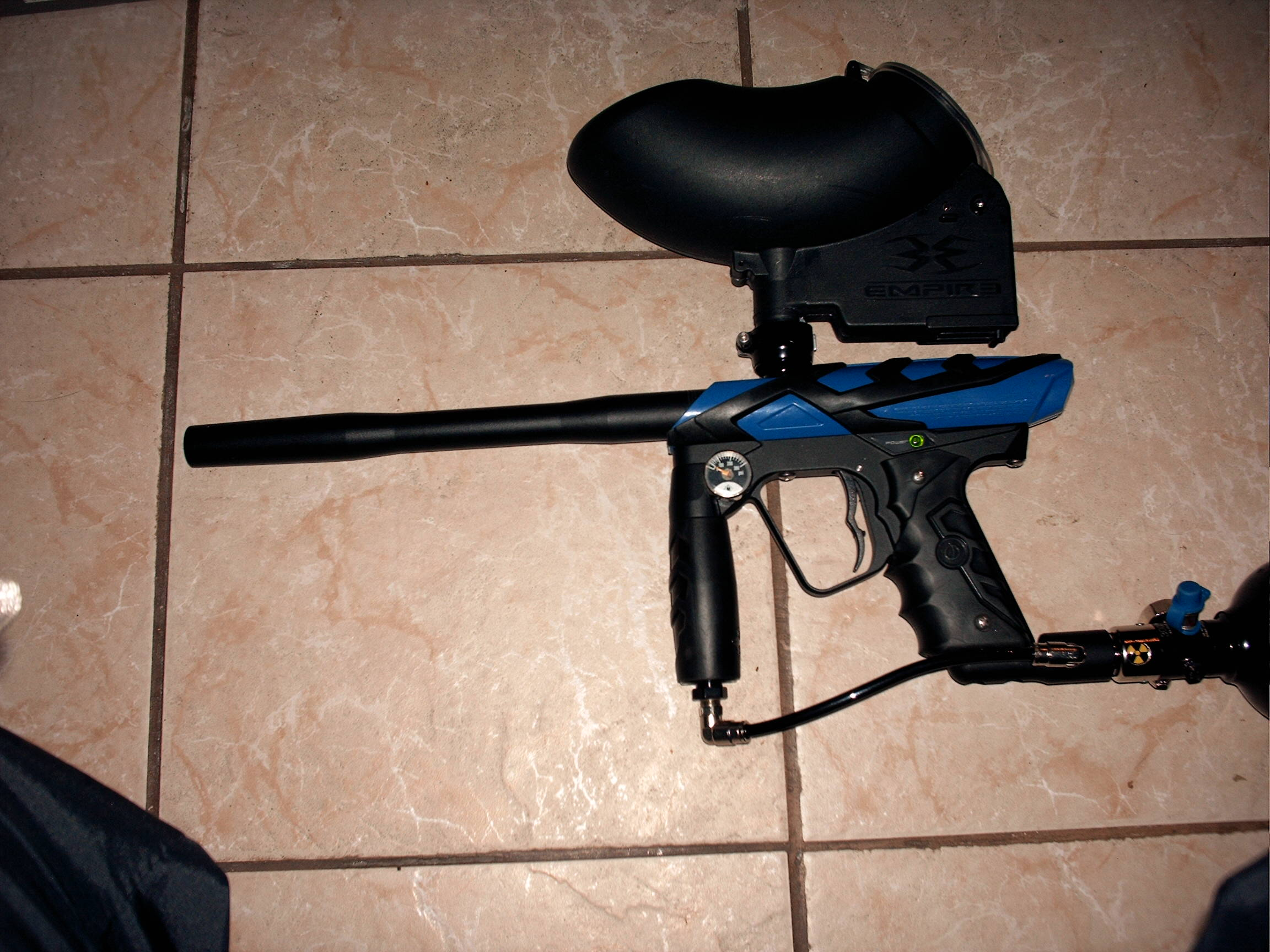
Маркер

- Пейнтбольные шары с краской. Оболочка шара имеет желатиновую основу. Диаметр шара 0,68 дюйма (17,17 мм), это общий калибр, весит в среднем 3,2 г. Также существуют калибры 0.55 (14мм), 0.50 (12,5мм), 0.40 (10мм) и 0.24 (6мм). Эти калибры практически не используются на территории РФ.Игровые шары

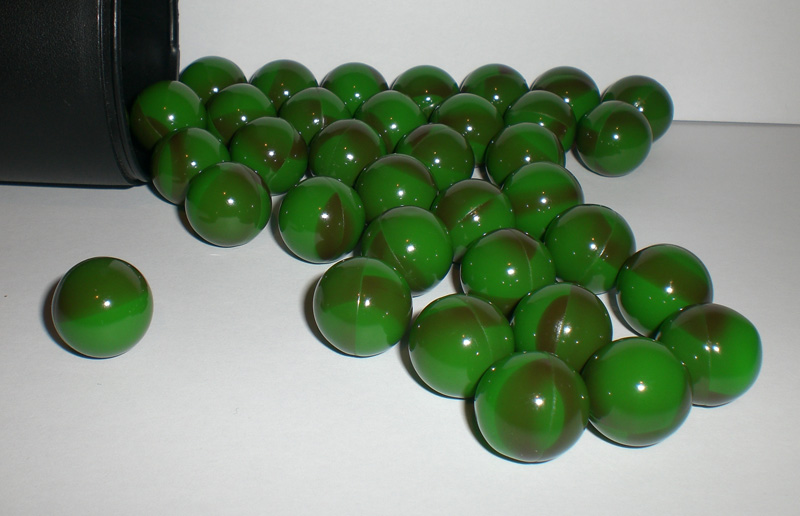
Игровые шары

### Дополнительное
- Туба (англ. the pod) — ёмкость для ношения дополнительных шаров (вмещает от 100 до 200 шаров)
- Подсумки для ношения туб — харнес (англ. harness) (спортивный пейнтбол) или разгрузочный жилет (тактический пейнтбол)
- Специальная форма — джерси (англ. jersey) и брюки (разработанные специально для спортивного пейнтбола) или камуфляж (тактический пейнтбол)
- Налокотники, наколенники, защита шеи, защитные шорты и жилет, дополнительная защита головы, перчатки
- Красящие и дымовые гранаты, светошумовые пиротехнические изделия (применяются только в тактическом и рекреационном пейнтболе)
- Шомпол (англ. barrel swab, squeegee) — приспособление для чистки ствола маркера
- Переносная радиостанция (запрещено в спортивном пейнтболе[1])
- «Мамба» — гибкий, закрученный спиралью шланг для соединения маркера и баллона с воздухом в случае, когда баллон носится за спиной, в специальном подсумке (применяется только в тактическом пейнтболе).

## Правила
Человек, в которого попал шарик и оставил сплошную отметину диаметром более 2,5 сантиметров (примерно монета в 5 рублей) — от своего или от чужого члена команды — считается маркированным и выбывает из игры (поднимает маркер вверх стволом и выходит с поля). Попадание засчитывается в любую точку на теле игрока и снаряжения, в том числе в оружие . В спортивном пейнтболе — до конца времени игры, в тактическом — идет на «респаун». Правила входа в игру зависят от сценария. Прежде чем выходить на площадку, игрок обязан вытереть со своей одежды всю краску. Если есть подозрения, что в противника было попадание, кричать: «Судья, проверь!» (запрещено в спортивном пейнтболе).
На территории Санкт-Петербурга и ряда других регионов принята так называемая «северная версия» правил игры в пейнтбол. Этот свод правил немного отличается от принятых в Москве. В частности, попадания в носимые в руках предметы не считаются за поражение (данные правила не относятся к спортивному пейнтболу).

### Безопасность
1. Находиться на игровой площадке без маски категорически запрещено.
2. За пределами игровой зоны и тира (зоны пристрелки) маркер должен быть поставлен на предохранитель и иметь специальную заглушку в/на стволе. Даже при соблюдении этого правила вне игровой зоны нельзя наводить оружие на людей. В зоне безопасности рекомендуется ношение специальных защитных очков из поликарбоната.
3. Не рекомендуется стрелять в упор; если удалось подобраться к противнику незамеченным, можно сказать «Аут!» (данное правило не допускается в спортивном пейнтболе), после чего взятый врасплох игрок должен поднять руку и признать себя поражённым. Не следует стрелять в поражённых.
4. Попадание с 15—20 метров ощутимо, но в большинстве случаев терпимо, попадание в упор болезненно. Известны случаи, когда игрокам без маски выбивало зубы пейнтбольными шарами, также известны тяжёлые случаи при попадании из маркера в незащищённый глаз[3]. Также бывают случаи попадания в шею, что тоже болезненно, поэтому стараются обезопасить эту часть тела шарфом или какой-либо повязкой, также существуют специальные защитные повязки.
5. В случае, если сценарий играется не на выделенной площадке, при появлении туриста или грибника следует немедленно прекратить игру и предпринять все необходимые действия для прекращения игры остальными участниками. Сообщение о постороннем передаётся «по эстафете», игра возобновляется, когда посторонний выходит за пределы игровой зоны.
6. Играть в состоянии алкогольного или наркотического опьянения строго запрещено.

## Сценарии игры
Существует большое количество игровых сценариев — на пересечённой местности, в заброшенном здании или на специально подготовленной площадке, «со вводами» или без них (вводом называется возврат на поле поражённого игрока).

### Каре
Простейший вариант игры — игра «стенка на стенку» без вводов.
Команда должна поразить всех игроков команды-противника. (Данный сценарий применяется в спортивном пейнтболе с определёнными правками)

### Захватчик-защитник
Играют две команды неравного состава. Одна устраивает круговую оборону, вторая пытается захватить крепость (данный сценарий предполагает естественные или искусственные укрепления).

### Захват флага
Задача — захватить флаг на базе соперника и принести его на свою базу. Играется обычно со вводами. Вариант: захват «центрального флага»: флаг в центре поля, задача принести его на базу противника или на свою базу.

### Top Gun
Каждый сам за себя. Игроки выводятся на середину поля, по первому свистку разбегаются в разные стороны, по второму начинают стрелять друг в друга. Последний выживший и есть «Top Gun».

### Партизаны
Одна команда держит оборону в лесу (пустыне), другая пытается «выгнать партизан» из леса.

### «Освобождение заложников» или «Захват пленных»
Играют две команды. Выделенные из числа игроков «заложники» могут находиться в плену уже в начальный момент времени или могут быть захвачены в ходе игры.

### «Десяток»
Число игроков, как правило, не более 10, у каждого по 10 шариков (20, 30, 50 и т. д.), с помощью которых он должен поразить максимальное количество соперников.

### Дуэль
У каждого из игроков по 1 шарику в маркере. По команде судьи два игрока подходят к барьеру (маркеры нацелены вниз) и по сигналу судьи поднимают маркеры и стреляют.
Также дуэль может проводиться на пейнтбольных пистолетах, имеющих магазин на 8 шаров (выстрелов). Как на открытых площадках, пересеченной местности, площадках для спортивного пейнтбола, так и в закрытых помещениях.

### «Сопровождение»
Играют две команды. Одна команда на одну треть меньше по количеству — это «Террористы» или «Партизаны». Террористы выходят на поле раньше и устраивают засады. Большая по численности команда должна провести по территории игровой площадки игрока, помеченного ярким жилетом или специальной яркой повязкой (VIP). Задача — провести VIP через все засады непораженным. Этот сценарий подходит для больших лесных площадок или для больших площадок с заданиями и сооружениями.

### «Мясорубка»
Две команды. Когда игрока «убивают», он ставит маркер на предохранитель и бежит на установленный «респавн». С игрока убирают краску, после чего он может продолжить своё участие до окончания времени игры.

## Тренинговый и тактический пейнтбол
Сегодня пейнтбол используется для дополнительной профессиональной подготовки телохранителей и служб специального назначения во многих странах (США, Германия, Англия, Израиль и т. д.). Даже одна из популярных версий возникновения пейнтбола как игры включает выход в своё время за рамки секретности методики и идеи тренировочного оружия американской армии.
Для целей этих направлений пейнтбола разработаны маркеры, имитирующие огнестрельное оружие, которые отличаются от спортивных аналогов внешним видом и весом, приближенным к образцам реального оружия. Многоуровневые сооружения, либо специально подготовленные площади имитируют реальные условия проведения военных операций.
За границей одними из первых специальное оборудование для практического пейнтбола стали использовать Антитеррористическая (англ. Counter Terror Warfare School) и Антипартизанская (англ. Counter Guerilla Warfare School) школы в Америке и Израиле. В России первые тренировки начали проводиться с бойцами ОМСН «Рысь», группы «Альфа» и «Вымпел» ЦСН ФСБ в 1996 году при содействии спортивного клуба Пейнтленд (Москва).

## Пейнтбол в России
Пейнтбол — один из технических видов спорта, заведуемых ДОСААФ (до декабря 2009 года — РОСТО) и рекомендованный к развитию на территории РФ приказом Госкомспорта РФ № 222 от 26.06.1996 г. В России имеются различные федерации и лиги, в рамках которых проводятся турниры по спортивному пейнтболу.